# Herz-Jesu-Kirche (Sulzbach-Rosenberg)

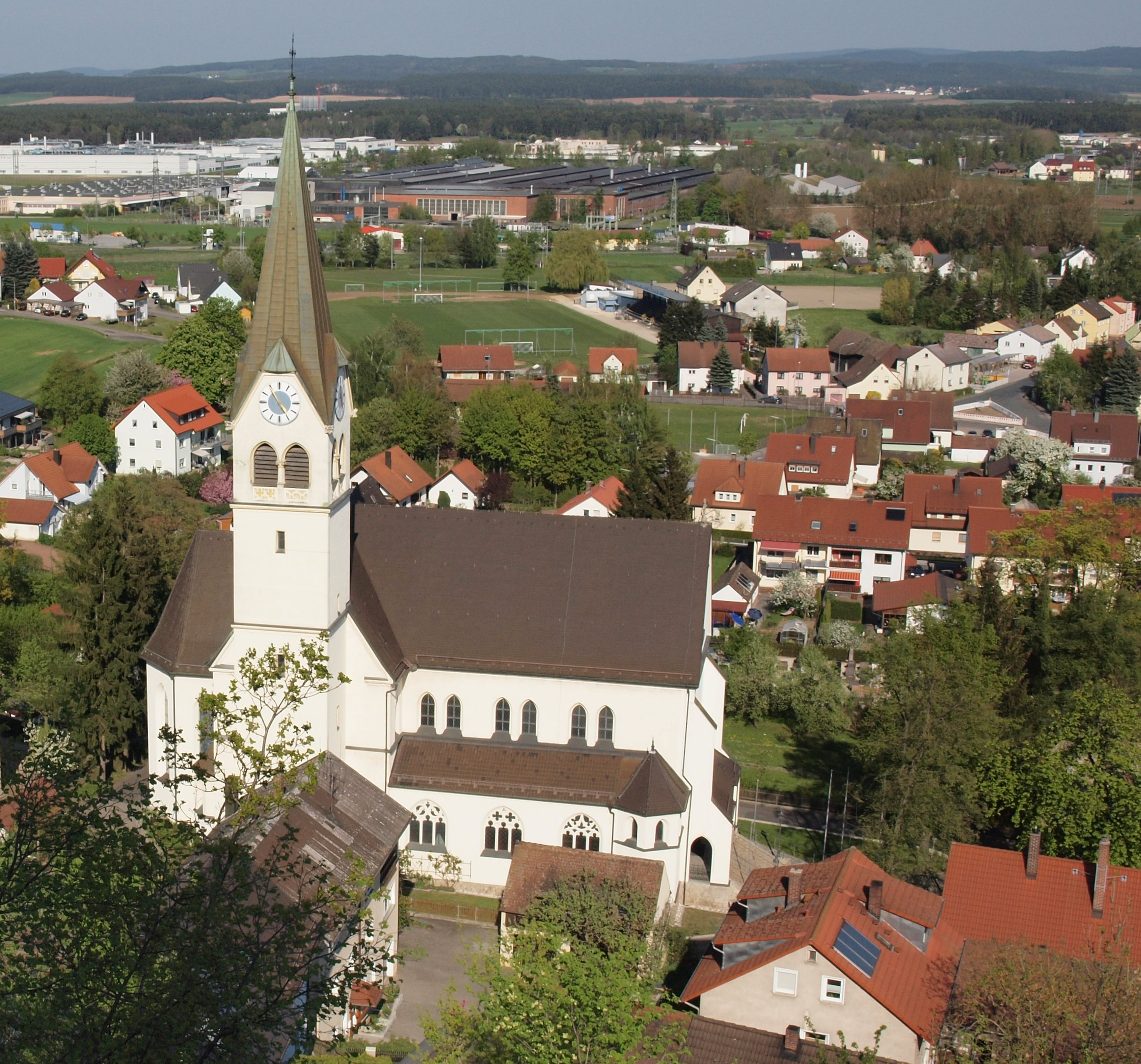
Herz-Jesu-Kirche (Sulzbach-Rosenberg)

Die römisch-katholische, denkmalgeschützte Pfarrkirche Herz-Jesu steht in Rosenberg, das 1934 mit der Stadt Sulzbach zu Sulzbach-Rosenberg im heutigen Landkreis Amberg-Sulzbach in der Oberpfalz zusammengeschlossen wurde. Die Kirche gehört zum Bistum Regensburg. Das Bauwerk ist unter der Denkmalnummer D-3-71-151-39 als Baudenkmal in die Bayerische Denkmalliste eingetragen.

## Beschreibung
Die neugotische Basilika wurde 1898/99 nach einem Entwurf von Friedrich Niedermayer erbaut. Sie besteht aus einem Langhaus mit einem Mittelschiff und zwei Seitenschiffen, einem Querschiff vor dem eingezogenen Chor mit Fünfachtelschluss im Norden. Der mit einem spitzen Helm bedeckte Kirchturm ist am westlichen Querarm angebaut. Sein oberstes Geschoss beherbergt die Turmuhr und hinter den als Biforien gestalteten Klangarkaden den Glockenstuhl.